# 雌牛 (クルアーン)
雌牛（アル＝バカラ、Al-Baqara）は、クルアーンにおける第2番目のスーラ。

## 内容
全スーラの中で最も長いもの（全体のおよそ1/12となる分量）であり、計286節（または287節）ある。
第282節「貸借の節」は、節長がクルアーン中で最長とされる。また、第255節「台座の節」は、神学的に重要な節とされている。
スーラの冒頭に神秘文字（Muqatta'at）が置かれている（計29スーラ）うちの一つ。
学者によってクルアーンの啓示順の類推見解は異なるものの、ミュア・ネルデケ・グリメは、「カイロ版」同様に、この章が「最初のマディーナ啓示」とみなしている。
第219節に酒と賭け矢（マイスィル）についての言及がある。